# Шведска на Европском првенству у атлетици на отвореном 2016.
Шведска је учествовала на 23. Европском првенству 2016. одржаном у Амстердаму, (Холандија), од 6. до 10. августа. То је било њено 23. учешће на овом такмичењу, односно учествовала је на свим европским првенствима на отвореном. Репрезентацију Шведске представљало је 55 спортиста (25 мушкараца и 30 жена) који су се такмичили у 28 (12 мушких и 16 женских) дисциплина.
У укупном пласману Шведска је са 4 освојене медаље (2 сребрне и 2 бронзане) заузела је 22. место. 
У табели успешности (према броју и пласману такмичара који су учествовали у финалним такмичењима (првих 8 такмичара) Шведска је са 10 учесника у финалу заузела 15 место са 44 бодова.
| Пл. | Земља   | 1. место | 2. место | 3. место | 4. место | 5. место | 6. место | 7. место | 8. место | Бр. фин. | Бодови |
| --- | ------- | -------- | -------- | -------- | -------- | -------- | -------- | -------- | -------- | -------- | ------ |
| 15. | Шведска | -        | 2-14     | 2-12     | -        | 3-12     | 1-3      | 1-2      | 1-1      | 10       | 44     |

## Учесници
| Мушкарци: - Том Клинг-Баптист — 200 м, 4 х 100 м - Јохан Висман — 200 м, 4 х 100 м - Кале Берглунд — 800 м - Јонас Леандерсон — 1.500 м - Јохан Рогестедт — 1.500 м - Микаел Еквал — Полумаратон - Мустафа Мохамед — Полумаратон - Давид Нилсон — Полумаратон - Фредрик Урбом — Полумаратон - Емил Блондберг — 3.000 м препреке - Елмар Енголм — 3.000 м препреке - Emil von Barth — 4 х 100 м - Austin Hamilton — 4 х 100 м - Аксел Берграм — 4 х 400 м - Ерик Мартинсон — 4 х 400 м - Феликс Франкојс — 4 х 400 м - Адам Данијелсон — 4 х 400 м - Мелкер Сверд Јакобсон — Скок мотком - Михел Торнеус — Скок удаљ - Лајф Аренијус — Бацање кугле - Данијел Стол — Бацање диска - Никлас Аренијус — Бацање диска - Аксел Херстед — Бацање диска - Фредрик Самуелсон — Десетобој - Маркус Нилсон — Десетобој | Жене: - Пернила Нилсон — 200 м, 4 х 100 м - Ловиса Линд — 800 м - Ана Силвандер — 800 м - Мераф Бахта — 5.000 м - Сара Лахти — 10.000 м - Фрида Лунден — Полумаратон - Ема Нордлинг — Полумаратон - Сесилија Норбом — Полумаратон - Сузана Калур — 100 м препоне - Елин Вестерлунд — 100 м препоне - Фрида Персон — 400 м препоне - Марија Ларсон — 3.000 м препреке - Елин Остлунд — 4 х 100 м - Линеа Киландер — 4 х 100 м - Изабел Еурениус — 4 х 100 м - Софије Ског — Скок увис - Ерика Кинси — Скок увис - Михаела Меијер — Скок мотком - Ангелика Бенгтсон — Скок мотком - Лиза Гунарсон — Скок мотком - Khaddi Sagnia — Скок удаљ - Ерика Јардер — Скок удаљ - Малин Мармбрандт — Скок удаљ - Фани Рос — Бацање кугле - Софија Ларсон — Бацање диска - Јулија Виберг — Бацање диска - Трејси Андерсон — Бацање кладива - Маринда Петерсон — Бацање кладива - Софи Флинк — Бацање копља - Ана Весман — Бацање копља |  |

## Освајачи медаља (4)

### Сребро (2)
- Михел Торнеус — Скок удаљ
- Мераф Бахта — 5.000 м

### бронза (2)
- Ловиса Линд — 800 м
- Ангелика Бенгтсон — Скок мотком

## Резултати

### Мушкарци
| Атлетичар                                                       | Дисциплина       | Лични рекорд | Квалификације      | Квалификације      | Полуфинале            | Полуфинале           | Финале               | Финале               | Детаљи |
| Атлетичар                                                       | Дисциплина       | Лични рекорд | Резултат           | Место              | Резултат              | Место                | Резултат             | Место                | Детаљи |
| --------------------------------------------------------------- | ---------------- | ------------ | ------------------ | ------------------ | --------------------- | -------------------- | -------------------- | -------------------- | ------ |
| Том Клинг-Баптист                                               | 200 м            | 20,81        | 21,06 кв           | 4. у гр. 3         | 21,34                 | 4. у гр. 3           | Није се квалификовао | 20 / 31 (32)         |        |
| Јохан Висман                                                    | 200 м            | 20,30 НР     | 20,96 кв           | 4. у гр. 1         | Није завршио трку     | Није завршио трку    | Није се квалификовао | Није се квалификовао |        |
| Кале Берглунд                                                   | 800 м            | 1:46,85      | 1:49,65            | 4. у гр. 4         | Није се квалификовао  | Није се квалификовао | Није се квалификовао | 18 / 29 (30)         |        |
| Јонас Леандерсон                                                | 1.500 м          | 3:36,92      | 3:44,09            | 8. у гр. 2         |                       |                      | Није се квалификовао | 24 / 29 (31)         |        |
| Јохан Рогестедт                                                 | 1.500 м          | 3:36,92      | Дисквалификовани   | Дисквалификовани   | Није се квалификовао  | Није се квалификовао |                      |                      |        |
| Микаел Еквал                                                    | Полумаратон      | 1:02:29 НР   |                    |                    |                       |                      | 1:04:28 ЛРС          | 14 / 84 (92)         |        |
| Мустафа Мохамед                                                 | Полумаратон      | 1:02:40      | 1:05:11            | 21 / 84 (92)       |                       |                      |                      |                      |        |
| Давид Нилсон                                                    | Полумаратон      | 1:04:11      | 1:05:16            | 23 / 84 (92)       |                       |                      |                      |                      |        |
| Фредрик Урбом                                                   | Полумаратон      | 1:05:20      | 1:07:06            | 44 / 84 (92)       |                       |                      |                      |                      |        |
| Емил Блондберг                                                  | 3.000 м препреке | 8:36,45      | 8:34,81 кв, ЛР     | 9. у гр. 1         |                       |                      | 8:48,98              | 13 / 24 (26)         |        |
| Елмар Енголм                                                    | 3.000 м препреке | 8:37,44      | 8:43,98            | 10. у гр. 2        | Нису се квалификовали | 21 / 24 (26)         |                      |                      |        |
| Emil von Barth Austin Hamilton Том Клинг-Баптист² Јохан Висман² | 4 х 100 м        | 38,63 НР     | 39,37 НРС          | 7. у гр. 1         | Нису се квалификовали | 11 / 16              |                      |                      |        |
| Аксел Берграм Ерик Мартинсон Феликс Франкојс Адам Данијелсон    | 4 х 400 м        | 3:02,57 НР   | 3:04,95 НРС        | 6. у гр. 2         | Нису се квалификовали | 11 / 16              |                      |                      |        |
| Мелкер Сверд Јакобсон                                           | Скок мотком      | 5,70         | 5,50 кв            | 3. у гр. Б         | Није стартовао        | Није стартовао       |                      |                      |        |
| Михел Торнеус                                                   | Скок удаљ        | 8,22 НР      | 8,19 КВ            | 1. у гр. А         | 8,21                  |                      |                      |                      |        |
| Лајф Аренијус                                                   | Бацање кугле     | 20,50        | 18,64              | 11. у гр. А        | Није се квалификовао  | 23 / 27 (29)         |                      |                      |        |
| Данијел Стал                                                    | Бацање диска     | 66,89        | 65,78 КВ           | 2. у гр. А         | 64,77                 | 5 / 27 (30)          |                      |                      |        |
| Никлас Архенијус                                                | Бацање диска     | 66,22        | 61,63              | 10. у гр. Б        | Није се квалификовао  | 19 / 27 (30)         |                      |                      |        |
| Аксел Херстет                                                   | Бацање диска     | 64,72        | Без исправног хица | Без исправног хица | Није се квалификовао  | Није се квалификовао |                      |                      |        |

#### Десетобој
| Дисциплина    | Маркус Нилсон | Маркус Нилсон | Маркус Нилсон | Маркус Нилсон | Маркус Нилсон | Маркус Нилсон |
| Дисциплина    | Лич. рек.     | Резултат      | Бод.          | Плас.         | Укупно        | Плас.         |
| ------------- | ------------- | ------------- | ------------- | ------------- | ------------- | ------------- |
| 100 м         |               | 11,29         | 797           | 22.           | 797           | 22.           |
| Скок удаљ     | 6,99          | 7,02 ЛР       | 818           | 20.           | 1.615         | 21.           |
| Бацање кугле  | 15,60         | 14,15         | 738           | 15.           | 2.353         | 21.           |
| Скок увис     | 2,02          | 1,98 ЛРС      | 785           | 12.           | 3.138         | 18.           |
| 400 м         | 49,54         | 50,93 ЛРС     | 772           | 17.           | 3.910         | 18.           |
| 110 м препоне | 14,68         | 14,97         | 853           | 12.           | 4,763         | 13.           |
| Бацање диска  | 48,19         | 45,31 ЛРС     | 773           | 4.            | 5.536         | 11.           |
| Скок мотком   | 5,10          | 4,60          | 790           | 17.           | 6.326         | 12.           |
| Бацање копља  | 62,02         | 64,01 ЛР      | 798           |               | 7.124         | 10.           |
| 1500 м        | 4:18,01       | 4:19,12 ЛРС   | 818           | 1.            | 7.942         | 8.            |
| Десетобој     | 7.844         |               |               |               | 7.942 ЛРС     | 8 / 19 (28)   |

| Дисциплина    | Фредрик Самуелсон | Фредрик Самуелсон | Фредрик Самуелсон | Фредрик Самуелсон | Фредрик Самуелсон | Фредрик Самуелсон |
| Дисциплина    | Лич. рек.         | Резултат          | Бод.              | Плас.             | Укупно            | Плас.             |
| ------------- | ----------------- | ----------------- | ----------------- | ----------------- | ----------------- | ----------------- |
| 100 м         | 10,98             | 11,13             | 852               | 11.               | 852               | 11.               |
| Скок удаљ     | 7,81              | 7,30              | 886               | 8.                | 1.718             | 9.                |
| Бацање кугле  | 14,02             | 13,99             | 728               | 16.               | 2.446             | 11.               |
| Скок увис     | 2,04              | 2,07 ЛР           | 868               | 3.                | 3.314             | 5.                |
| 400 м         | 49,09             | 51,02             | 768               | 18.               | 4.082             | 7.                |
| 110 м препоне | 14,52             | 14,65             | 892               | 7.                | 4.974             | 6.                |
| Бацање диска  | 39,53             | 39,50 ЛРС         | 654               | 17.               | 5.628             | 9.                |
| Скок мотком   | 4,70              | 4,70 ЛРС          | 819               | 11.               | 6.447             | 7.                |
| Бацање копља  | 59,03             | 58,44 ЛРС         | 714               | 9.                | 7.161             | 8.                |
| 1500 м        | 4:34,12           | 4:34,78 ЛРС       | 714               | 13.               | 7.875             | 10.               |
| Десетобој     | 7.884             |                   |                   |                   | 7.875 ЛРС         | 10 / 19 (28)      |

### Жене
| Атлетичарка                                                 | Дисциплина       | Лични рекорд | Квалификације      | Квалификације      | Полуфинале            | Полуфинале            | Финале                | Финале                | Детаљи |
| Атлетичарка                                                 | Дисциплина       | Лични рекорд | Резултат           | Место              | Резултат              | Место                 | Резултат              | Место                 | Детаљи |
| ----------------------------------------------------------- | ---------------- | ------------ | ------------------ | ------------------ | --------------------- | --------------------- | --------------------- | --------------------- | ------ |
| Пернила Нилсон                                              | 200 м            | 23,50        | 24,18              | 6. у гр. 3         | Није се квалификовала | Није се квалификовала | Није се квалификовала | 33 / 36               |        |
| Ловиса Линд                                                 | 800 м            | 2:00,51      | 2:01,77 КВ         | 2. у гр. 1         | 2:00,66 кв            | 3. у гр. 2            | 2:00,37 ЛР            |                       |        |
| Ана Силвандер                                               | 800 м            | 2:02,53      | 2:03,95 КВ         | 3. у гр. 3         | 2:03,37               | 8. у гр. 1            | Није се квалификовала | 22 / 32               |        |
| Мераф Бахта                                                 | 5.000 м          | 14:59,49 НР  |                    |                    |                       |                       | 15:31,39              |                       |        |
| Сара Лахти                                                  | 10.000 м         | 31:54,87     | 32:14,17           | 9 / 16 (18)        |                       |                       |                       |                       |        |
| Фрида Лунден                                                | Полумаратон      | 1:15:21      | 1:17:22            | 58 / 81 (90)       |                       |                       |                       |                       |        |
| Ема Нордлинг                                                | Полумаратон      | 1:16:26      | 1:17:58            | 70 / 81 (90)       |                       |                       |                       |                       |        |
| Сесилија Норбом                                             | Полумаратон      | 1:15:17      | 1:19:19            | 76 / 81 (90)       |                       |                       |                       |                       |        |
| Сузана Калур                                                | 100 м препоне    | 12,49        | 12,97 КВ           | 1. у гр. 4         | 12,96                 | 5. у гр. 1            | Није се квалификовала | 8 / 36 (38)           |        |
| Елин Вестерлунд                                             | 100 м препоне    | 13,11        | Није завршила трку | Није завршила трку | Није се квалификовала | Није се квалификовала | Није се квалификовала | Није се квалификовала |        |
| Фрида Персон                                                | 400 м препоне    | 57,83        | 58,26              | 6. у гр. 3         | Није се квалификовала | Није се квалификовала | Није се квалификовала | 28 / 35               |        |
| Марија Ларсон                                               | 3.000 м препреке | 9:52,6       | 9:50,16 ЛР         | 10. у гр. 2        |                       |                       | Нису се квалификовале | 19 / 26 (28)          |        |
| Елин Остлунд Линеа Киландер Изабел Еурениус Перника Нилсон² | 4 х 100 м        | 43,61 НР     | 44,27 НРС          | 6. у гр. 1         | 11 / 15 (16)          |                       | Нису се квалификовале |                       |        |
| Софије Ског                                                 | Скок увис        | 1,93         | 1,89 кв            | 3. у гр. Б         | 1,89                  | 9 / 26                |                       |                       |        |
| Ерика Кинси                                                 | Скок увис        | 1,97         | 1,85               | 12. у гр. А        | Није се квалификовала | 22 / 26               |                       |                       |        |
| Ангелика Бенгтсон                                           | Скок мотком      | 4,58 НР      | 4,45 кв            | 4. у гр. Б         | 4,65 ЛРС              |                       |                       |                       |        |
| Михаела Меијер                                              | Скок мотком      | 4,62         | 4,45 кв            | 4. у гр. А         | 4,55                  | 5 / 24 (25)           |                       |                       |        |
| Лиза Гунарсон                                               | Скок мотком      | 4,50         | 4,00               | 12. у гр. А        | Није се квалификовала | 23 / 24 (25)          |                       |                       |        |
| Khaddi Sagnia                                               | Скок удаљ        | 6,78         | 6,47 кв            | 4. у гр. Б         | 6,39                  | 6 / 24 (26)           |                       |                       |        |
| Ерика Јардер                                                | Скок удаљ        | 6,70         | 6,33               | 10. у гр. А        | Нису се квалификовале | 19 / 24 (26)          |                       |                       |        |
| Малин Мармбрандт                                            | Скок удаљ        | 6,50         | 6,33               | 10. у гр. Б        | Нису се квалификовале | 19 / 24 (26)          |                       |                       |        |
| Фани Рос                                                    | Бацање кугле     | 17,05        | 16,11              | 11. у гр. Б        | Нису се квалификовале | 20 / 27               |                       |                       |        |
| Јулија Виберг                                               | Бацање диска     | 57,07        | 52,82              | 12. у гр. Б        | Нису се квалификовале | 16 / 26               |                       |                       |        |
| Софија Ларсон                                               | Бацање диска     | 59,26        | 56,02 ЛРС          | 7. у гр. А         | Нису се квалификовале | 24 / 26               |                       |                       |        |
| Трејси Андерсон                                             | Бацање кладива   | 70,99 НР     | 68,08 кв           | 6. у гр. Б         | 67,08                 | 11 / 28 (30)          |                       |                       |        |
| Маринда Петерсон                                            | Бацање кладива   | 69,43        | 64,65              | 11. у гр. А        | Нису се квалификовале | 23 / 28 (30)          |                       |                       |        |
| Софи Флинк                                                  | Бацање копља     | 61,96 НР     | 54,38              | 11. у гр. Б        | Нису се квалификовале | 23 / 31 (34)          |                       |                       |        |
| Ана Весман                                                  | Бацање копља     | 59,92        | 54,02              | 4. у гр. A         | Нису се квалификовале | 24 / 31 (34)          |                       |                       |        |

- Такмичарке у штафети обележене бројем учествовале су и у појединачним дисциплинама.